# 롯데 자이언츠
롯데 자이언츠(Lotte Giants)는 대한민국 부산광역시를 연고지로 하는 KBO 소속 프로 야구 팀이다. 주식회사로서 롯데그룹의 계열사이다.

## 역사

롯데 자이언츠 구단 버스(현대 유니버스).

1975년에 실업 야구단으로 창단되어 역대 KBO구단중 가장 오래된 구단이다. 1982년에 프로 야구단으로 변경했다.
1984년과 1992년 두 차례 한국시리즈 우승을 차지했고, 2008년부터 2012년까지 5년연속 포스트시즌 진출을 이루어냈다.
롯데 자이언츠의 별명은 부산광역시의 상징 새가 갈매기이고, 구단의 대표적 응원가도 〈부산갈매기〉라서 “부산 갈매기"라고 부른다.

### 프로화 이전
롯데 자이언츠 야구단은 1975년 5월 6일 서울에서 창단되어 실업야구연맹에 10번째로 가입한 구단이었다. 미래의 프로야구단을 지향하여 롯데 자이언츠라는 구단명을 사용하였다. (다만, 보도 자료에 따라 구단명이 "롯데 자이언트"라고 표기된 자료가 혼재한다.) 창단 감독은 김동엽이었다.
- 1976년 춘계리그 성적 5승 1무 3패로 육군팀과 공동 3위, 하계리그 성적 7승 1무 1패로 우승, 추계리그 성적 5승 2무 2패로 우승
- 1977년 부산시장기 준우승, 백호기 전국선수권 준우승
- 1978년 후기리그 우승, 코리언 시리즈 준우승 (78년부터 코리언 시리즈 제도가 생김)
- 1979년 코리안 시리즈 우승, 1차리그 준우승, 5차리그 준우승, 서라벌기 준우승[2]
- 1981년 코리언 시리즈 우승, 전기리그 우승

### 프로화 이후

#### 프로 구단 출범 과정
실업 야구단이던 롯데 자이언츠는 1982년 2월 12일 부산, 경남을 연고지로 하는 프로 야구단으로 변경했다. 초대 감독은 박영길이었다. 구단주는 애초 서울특별시를 연고지로 창단하고자 했으나 마지못해 부산직할시를 선택했다. 이는 해태 타이거즈를 제외한 전 구단이 서울 연고를 희망했기 때문이다. 결국 롯데를 포함한 전 5개 구단이 희망했던 서울 연고는 MBC 청룡의 몫이 되었다.

#### 1982년시즌
프로야구 첫 경기는 1982년 3월 28일 구덕야구장에서 열린 해태 타이거즈와의 경기로 14-2로 승리했다. 그러나 당해 시즌 승률 .388을 기록하며 6개 팀 중 5위의 저조한 성적을 거두었다.
프로 원년 롯데 자이언츠의 부진은 최동원, 유두열, 심재원 국가대표 주전 3명이 세계 야구 선수권 대회 참가로 롯데 입단을 1년 미루었기 때문이라는 분석이 있다. 당시, 모처럼 한국이 유치한 1982년의 제27회 세계 야구 선수권 대회를 맞아 대표팀 전력 강화를 위한 대한야구협회의 요청으로, 7명의 선수가 프로 전향을 유보하고 실업팀 등에 남았고, 그중 3명이 롯데 소속이었으며 3명 모두 주전이었다. 또한 국가대표 4번 타자였던 김용희가 부상으로 팀을 이탈하였다.
참고로 당시 국가대표 차출을 이유로 프로입단을 연기한 선수는 심재원, 유두열, 최동원, 김재박, 이해창, 임호균 등 6명이었다. 최동원은 당시 소속팀이던 실업팀 롯데 자이언츠가 프로로 전향하자 다른 실업팀인 '한국전력공사'로 소속을 옮겨두게 되었다.

#### 1983년시즌
최동원, 심재원, 유두열 등 국가대표 선수들이 합류했으나 6개 팀 중 6위로 첫 최하위를 기록하였다.

#### V1(1984년시즌)
1984년은 롯데 자이언츠가 첫 우승을 한 시즌으로 이해 전기리그에서는 6개 팀 중 4위에 머물렀다. 그러나 후기리그에서 8월 11일부터 시작된 홈 5연전을 모두 승리하며 1위로 올라섰다. 후기리그 우승을 차지한 롯데는 전기리그 우승 팀 삼성과의 한국시리즈에서는 최동원의 역투(7전 4선승제 중 5경기 등판 4승1패)와 유두열의 역전 3점 홈런으로 시리즈 전적 4승 3패로 우승했다. 최동원은 이해 정규리그 MVP와 27승(9선발승)으로 다승왕(최다 선발승-김시진 15선발승)을 차지했으며 탈삼진 223개로 역대 탈삼진 1위라는 기록도 세웠다.

#### 1985년~1991년시즌
1985년 0.536의 승률로 전체 2위의 성적을 내지만 삼성의 전후기 통합우승으로 한국시리즈에는 진출하지 못하였다. (전기/후기 리그는 1988년까지 지속되었다.) 86년에는 5위를 기록하였으며 87년 3위, 88년 3위, 89년에는 7위, 90년에는 6위를 차지하였다. 91년에는 4위를 차지하였는데, 이해에 롯데는 1,001,920명의 관중을 동원, 국내 프로 스포츠 사상 최초로 홈경기 100만 관중을 돌파하였다. 롯데는 1984년부터 1989년까지 6년 연속 프로야구 관중 동원 1위를 기록하였다.

#### V2(1992년시즌)
1992년에 정규시즌을 3위로 마친 롯데 자이언츠는 준 플레이오프 2차전(對 삼성, 4-0), 플레이오프 5차전(對 해태, 10-4), 한국시리즈 5차전(對 빙그레, 4-2)을 연속으로 승리하며 한국시리즈 우승을 차지했다. 남두오성이라고 불리는 5명의 3할 타자(김민호, 김응국, 이종운, 박정태, 전준호)를 배출했고, 윤학길과 염종석이 각각 17승(윤학길-모두 선발(이강철과 선발승 공동 1위) 염종석-15선발승(장호연과 선발승 공동 3위))을 따내었다. 고졸 신인으로 17승(15선발승)을 따내고 평균자책점 1위를 차지한 염종석은 신인왕과 투수 골든글러브를 수상했다.
롯데 자이언츠는 홈경기 누적 관중 1,209,632명, 평균 관중 19,201명을 기록하여 2년 연속 역대 최다 관중 기록을 경신하였다.

#### 1993년~1998년시즌
93년에는 92년의 영광이 한번더 재현될거라는 팬들의 기대가 컸지만 정작 해주는 선수는 윤형배와 전준호 둘뿐이었고 5월까지 3할 5푼의 고타율을 기록하던 박정태의 부상이 뼈저리게 아팠다. 미비한 성적을 보이던 롯데는 6위를 기록하고 94년에도 6위라는 초라한 성적표를 받았다. 95년에도 기대가 크지는 않았다. 군대에 입대하면서 선수로 뛸수있는 마지막 년도였기 때문에 롯데의 전력선수가 군복무를 마치기 위해 입대한 상태여서 전력에 큰 손실을 입긴 하였다. 김용희 감독은 개막전부터 신인타자 마해영을 4번타자로 기용하며 꾸준히 기회를 주었고 마해영은 그해 18홈런(당시 홈런왕 OB 베어스의 김상호는 25개)을 기록하여 '마림포'라는 별명까지 지어졌다. 임수혁도 처음에는 하위타순으로 시즌을 시작했지만 점점 타순이 올라와서 5번타자로 자리잡게 되었고 그해 롯데는 3위를 기록했다. 그러면 4위하고 준플레이오프를 치뤄야 하는데 당시 규정상 3위와 4위가 3경기 이상 차이나면 준플레이오프는 치르지 않는다 하여 그해 해태 타이거즈는 그대로 시즌을 마감했다. 그리고 95년 플레이오프의 상대는 LG 트윈스였다. 그때 LG 트윈스는 20승의 이상훈과 김기범 등 좋은 선발진을 보유하고 있었고 타자도 김재현,서용빈 등 그해 롯데보다 전력이 월등한 팀이었다. 하지만 롯데는 LG를 꺾고 한국시리즈에 진출하였다. 상대는 OB베어스, 권명철,김상진으로 이어지는 탄탄한 선발진과 김상호,심정수와 같은 거포들을 보유하고 있던 팀이었다. 그러나 롯데는 이에 굴하지 않고 한국시리즈 7차전까지가는 접전을 펼쳤지만 OB 베어스에게 패하며 준우승에 머물렀다. 그리고 그해 롯데는 95년 1,180,576명의 홈경기 관중을 기록하여 3회에 걸쳐 100만 관중 달성을 기록하였다. 96년부터는 팀 유니폼이 바뀌고 더 기대되는 시즌이었다. 그러나 윤학길이 시범경기에 부상을 입어 전력을 이탈하고 선발로서 제몫을 다하는 투수는 주형광뿐이었다. 타자는 김응국 임수혁 등이 커리어하이를 찍었지만 5위로 플레이오프 진출이 좌절되었다. 이해 롯데는 현대피닉스의 문동환을 받아오기위해 톱타자 전준호를 보냈다. 97년에는 '마운드의 황태자'로 불린 윤학길의 퇴조, 군 입대와 의병제대를 한 후유증으로 훈련이 부족한 상태에서 시즌을 맞아 18승(모두 선발)에서 6승(3선발승)으로 추락한 주형광, 해외 전지훈련 때부터 오른쪽 어깨 부상을 호소하여 전반기 9경기 출장으로 조기 퇴장했던 대졸신인 손민한, 팔꿈치 부상 뿐 아니라 2구원승 8세이브 5패로 프로적응에 실패한 신인 문동환 등 투수진에 구멍이 뚫리자 4년생 박지철이 전천후(14승(8구원승) 5패 7세이브)로 등판했고 (팀내 최다 선발승 - 차명주 7선발승) 결국 최하위의 성적을 거두었다.
98년도부터 외국인선수가 한국에 뛰기 시작했고 롯데는 덕 브래디를 영입했지만 0.258의 초라한 성적을 거두고 50경기 정도 밖에 뛰지 못한채 방출되었다. 98년도에는 버티던 타자는 박정태 마해영 정도였고 투수는 문동환 정도가 버텼는데 그나마 시즌 전 마무리로 낙점된 박지철이 같은 시기 오른발꿈치가 찢어져 고작 2승(모두 구원)에 그치면서 부진에 빠지자 전천후(12승(7선발승) 5패 6세이브)로 투입(팀내 최다 선발승 - 주형광 10선발승)됐다. 그리고 또다시 최하위를 기록하며 김용희 감독은 경질되었다.

#### 1999년시즌
1999년 리그 2위로 포스트 시즌에 진출하여, 삼성 라이온즈와의 플레이오프에서 1승 3패에 몰렸으나, 5, 6, 7차전을 모두 6-5 한 점 차로 승리하였다. 특히 한국시리즈 진출을 결정지은 7차전은 프로 야구 사상 최고의 명승부 가운데 하나로 회자된다. 이 7차전에서 호세의 방망이 투척 사건으로 인해 경기가 23분간 중단되었지만 롯데는 임수혁의 극적인 동점 투런 홈런과 김민재의 호수비, 그리고 그 김민재의 역전적시타로 승리했다. 한국시리즈에서는 한화 이글스에 밀려 준우승에 그쳤다. 하지만 기론의 호투 덕분에 1승은 얻었다.
마해영이 .372로 역대 타격 5위의 기록을 세우며 타격왕에 올랐고, 박정태는 31게임 연속 안타의 기록을 수립했다. 스위치 히터 펠릭스 호세가 좌우타석 홈런, 연속게임 만루홈런과 1만번째 홈런의 주인공이 되는 진기록도 보여주었다. 1999년 롯데는 팀평균자책점과 팀타율 모두 1위를 기록하였으며 특히 팀 타율 .291는 역대 2위에 해당하는 진기록이었다. 그럼에도 불구하고 우승하지 못하였다.(역대 7번 중 1999년 롯데를 제외하고 모두 우승)

#### 2000년시즌
2000년에는 양대 리그제가 시행되었던 때로 롯데 자이언츠는 매직리그 2위, 삼성 라이온즈는 드림리그 3위를 기록하였으나 삼성의 승률이 더 높아 양 팀 간 3전 2선승제의 준 플레이오프 경기를 치렀다. 1차전 당시 마산에서 최초로 포스트 시즌 홈 경기를 가졌다. 0-2, 4-2, 1-5로 1승 2패를 기록, 플레이오프 진출에 실패하였고 최종 순위에는 5위로 기록되었다.
이후 롯데 자이언츠는 2007년까지 포스트 시즌에 오르지 못했다. 한편 2000년 4월 18일 잠실 LG전 도중 포수 임수혁이 2루 진루후 갑자기 쓰러지며 식물인간 판정을 받아 롯데 구단과 팬들에게 큰 충격을 주었다. 임수혁은 이후 10년간의 투병 끝에 2010년 2월 7일에 세상을 떠났다.
이 사건이후 경기장에 의무진이 상주하게 하는 규정이 생겼다.

#### 2001년~2007년시즌 (암흑기)
2001년 7월 24일 김명성 감독이 갑작스러운 심장마비로 사망하였다. 후임인 백인천 감독이 부임하면서 롯데 자이언츠의 대표적인 ‘암흑기’가 오게 된다. 특히 대표적인 1번 타자 감이었던 김주찬에게 거포형으로 바꾸기 위해 홈런 스윙을 가르치고 이대호를 전근대적인 훈련법으로 무릎 부상을 입게 했으며 손민한을 트레이드하려 하는 등 1년여도 안 되는 기간 동안 그가 행한 수많은 만행들이 7년간의 롯데 자이언츠 성적이 부진하는 계기가 됐다는 평가를 받고 있다.
이후 각종 취재로 이대호를 3번이나 트레이드하려고 했다는 사실이 알려졌다.
2001년부터 2007년까지 롯데 자이언츠는 년도 순으로 8 - 8 - 8 - 8 - 5 - 7 - 7위를 기록하여 7년간이나 포스트 시즌에 진출하지 못해 팬들의 원성을 사기도 했다. 이 기간 중 롯데 자이언츠가 기록한 2001년부터 2004년까지의 4년 연속 최하위는 한국 프로 야구에서는 처음 있는 일이었다.
이 기간 중 펠릭스 호세 선수는 역대 출루율 1위, 2000년대 조정OPS 1위의 기록을 세웠다. 2005년에는 시즌 초반 5연승과 함께 1위로 출발하였으나 여름 이후부터 처지기 시작하여 결국 5위로 시즌을 마감하였다. 한편 에이스 손민한은 18승에 평균자책점 1위를 기록하여 리그MVP를 수상하였으며 17선발승으로 1986년 선동열의 종전 정규시즌 MVP 최다 선발승과 타이를 이뤘지만 그 이후 2006년 류현진(18선발승) 2007년 리오스(22선발승)에 의해 깨지기도 했다. 2006년 시즌 이대호는 1984년 이후 처음으로 타자 트리플크라운을 달성하였다.

#### 2008년시즌
미국 메이저 리그 선수 출신의 제리 로이스터 감독이 부임한 2008년 롯데 자이언츠는 정규 시즌 3위를 기록하였다. 9월 2일에는 팀 역사상 최다 연승 기록인 11연승을 기록하였다. (기간 : 2008년 7월 27일 사직 한화전 ~ 2008년 9월 2일 사직 LG전) 이 여세를 몰아 2008년 9월 16일에는 2000년 이후 8년만에 준 플레이오프행을 확정지었다.
이를 보답이라도 하듯 부산과 마산 홈 경기에는 무려 22차례나 입장권이 매진되었고, 전국의 야구장마다 롯데 팬들이 모여들며 응원을 펼쳤다. 그리고 그해 9월 홈 마지막 경기인 KIA전을 앞두고 식전 행사에서 제리 로이스터 감독은 4강에 가면 "부산 갈매기"를 부르겠다는 약속에 따라 허남식 부산광역시장과 함께 부산갈매기를 부르며 성원에 보답하였다. 아울러 제리 로이스터 감독은 이날 명예 부산 시민증을 받았다. 그러나 팀은 포스트 시즌 경험이 부족한 탓에, 준 플레이오프 상대인 삼성 라이온즈에게 스윕당하면서 플레이오프행이 좌절되었다.

#### 2009년시즌
6월 초까지 최하위를 기록하고 있던 롯데 자이언츠는 극적인 상승세를 타면서 4위로 시즌을 마무리하게 된다. 그 후 5전 3선승제의 준 플레이오프 1차전에서 두산 베어스를 상대로 첫 승을 거두어 플레이오프에 진출하는 듯 하였으나 이후 3연패하여 실패하고, 최종 순위 4위로 기록되었다. 특히 주전선수들과 초반 선발투수들의 잇단 부상들이 6월초까지의 최하위의 원인이었다.

#### 2010년시즌
타격에서 다른 팀을 압도할 정도로 우세하여 롯데 타자를 만나면 몇 명 타자 제외하고 투수가 공을 제대로 던지지 못할 정도로 타격에서는 준수했다. 프로야구 최초로 이대호 선수는 도루를 제외한 타격 모든 부분1위를 달성하고(타격, 득점, 최다안타, 홈런, 타점, 출루율, 장타율) 9경기 연속홈런 세계신기록(8월 4일 ~ 8월 14일)달성하였다. 불펜 투수진이 불안정함에도 불구하고 막강한 타선 덕분에 4위로 준플레이오프 진출에 성공하였다.
그 후 5전 3선승제의 준플레이오프 1차전, 준플레이오프 2차전을두산을 상대로 2승을 거두어 플레이오프 진출을 하는 듯 하였으나 믿었던 타선들이 모두 타석에서 침묵을 지키며 3연패 역스윕을 당하여 또다시 2008, 2009년 시즌과 같이 플레이오프 진출을 하지 못하고 말았다. 제리 로이스터 감독은 많은 팬들의 재계약 지지 운동에도 불구하고 재계약하지 못하였고, 후임 감독으로 고려대학교 감독이던 양승호 감독이 선임되었다.

#### 2011년시즌
롯데를 3년 연속 포스트 시즌으로 이끌었던 제리 로이스터를 이어 롯데를 맡은 양승호 감독은 시즌 전반기에 여러 가지 변화를 주었다. 그는 지명타자 자리를 적절하게 이용하기 위해 홍성흔을 좌익수로, 불펜진 강화를 위해 고원준을 마무리 투수로 기용했다. 그러나 그 결과는 좋지 않았고, 설상가상으로 손아섭, 김주찬 등의 부상과 용병 투수 브라이언 코리의 퇴출 등으로 팀은 고전을 면치 못했다. 그러나 시즌 후반기에 부상 선수들이 돌아오고 홍성흔도 제자리를 찾으면서 팀 타격이 살아나 시즌 팀 타율 1위를 차지했다.고원준도 불펜 혹사 논란 끝에 선발 투수로 복귀했다. 특히 전반기에 부진했던 불펜진이 살아났는데, 그중에서 임경완, 강영식, 김사율이 경기 후반부를 잘 마무리했고 김사율은 모처럼 20세이브를 기록했다. 또한 조원우 외야 수비코치의 지도로 김주찬, 손아섭의 외야 수비가 많이 향상되어 수비가 안정화된 것도 후반기 상승세의 한 요인이었다.
롯데는 창단 후 처음으로 정규 리그 2위를 차지했다. 하지만 플레이오프에서 SK 와이번스에게 시리즈 전적 2승 3패로 패하며 한국시리즈 진출에 실패하여 KBO 대회 요강 3조 1항(한국시리즈 우승 구단이 제1위, 준우승 구단이 제2위, 그 이하는 페넌트레이스 승률 순으로 한다)에 따라 최종 순위는 3위가 되었다.

#### 2012년시즌
2011년 시즌 종료 후, 롯데는 4명의 주축 선수가 팀을 떠났다. 자유 계약 신분을 획득한 간판 1루수 이대호와 사이드암 투수 임경완이 롯데를 떠났다. 이대호는 새로운 도전을 위해 일본 프로 야구 팀 오릭스 버펄로스로 이적하여 그 해 베스트 나인에 선정되었다. 임경완은 FA 협상이 결렬된 뒤 SK 와이번스로 이적했다. 또한 좌완 에이스 장원준과 백업 포수 장성우가 경찰청에 입대하며 전력에서 이탈했다.
SK 와이번스에서 좌완 투수 이승호와 메이저 리그 진출을 준비하다 메디컬 테스트 문제로 돌아온 우완 언더핸드 투수 정대현을 영입해 임경완이 떠난 대신 투수진을 크게 보강하려고 했다. 그러나 이승호는 잔부상과 겨울훈련 부족으로 인한 구위 부진으로 제 몫을 하지 못했고, 시즌 후 보호선수 제외 및 NC 다이노스의 전력보강 선수로 지명되어 팀을 떠났다. 정대현은 왼쪽 무릎 부상으로 인해 8월에서야 복귀하였다.
'미완의 대기'로 불렸던 강속구 중간계투 투수 최대성이 공익근무 소집 해제로 복귀했으며, 2차 드래프트를 통해 두산 베어스에서 사이드암 투수 김성배가 새로 영입됐다.
외국인 용병으로는 라이언 사도스키가 2010년부터 세 시즌 연속 롯데 유니폼을 입었고, 장원준의 공백을 메우기 위해 좌완 투수 셰인 유먼을 영입했다. 유먼은 전 롯데 선수였던 브라이언 코리와 2011년 대만 프로 야구 라미고 몽키스에서 뛴 경험이 있으며, 코리로부터 롯데와 관련한 이야기를 자주 들었다. 유먼은 롯데 선발진의 한 축을 맡으며 장원준의 공백을 어느 정도 메우는데 성공하여 시즌 후 재계약에 성공했다.
시즌 초반 롯데는 셰인 유먼, 이용훈, 김성배, 이명우, 최대성 등 탄탄한 투수진과 짜임새 있는 타선을 앞세워 선두권을 질주했고, 특히 60경기 이상 치른 시점이던 6월에도 단독 선두에 올랐다. 60경기 이상 치른 시점에서 롯데가 중간 순위 1위에 오른 것은 창단 30년만에 처음 있는 일이었다.
롯데는 6월 17일 주전 포수 강민호의 체력 안배를 위해 두산에 신인급 우완 투수 김명성을 내주고 용덕한을 영입했다. 용덕한은 롯데 입단 직후 1군에 즉시 투입되며 강민호와 번갈아 경기에 출장했다.
그러나 롯데는 시즌 내내 잔부상과 부진 때문에 시름을 앓았다. 4번 타자 홍성흔이 각종 잔부상으로 경기를 자주 걸렀고, 주전 유격수 문규현과 톱타자 김주찬도 잔부상에 자주 시달려 박준서, 정훈, 황동채 이승화 등이 번갈아 가며 라인업을 채웠다. 또한 강민호, 전준우, 황재균 등 핵심 타자들의 활약이 2011년보다 부진해지면서 공격력이 약해졌다.
결국 페넌트레이스를 4위로 마감해 2010년 이후 2년 만에 준 플레이오프부터 포스트시즌을 시작했다. 페넌트레이스 개인 타이틀에서는 손아섭이 158개의 안타를 쳐내 최다 안타 타이틀을 획득했고, 마무리 보직을 맡은 주장 김사율은 34세이브를 기록해 롯데 자이언츠 투수 중 역대 최다 세이브 기록을 경신했다. (종전 기록은 1994년 박동희의 31세이브)
두산 베어스와의 준 플레이오프에서는 박준서, 용덕한, 문규현 등 그간 크게 주목받지 못했던 선수들이 맹활약하고, 부상에서 회복한 언더핸드 투수 정대현이 호투하면서 3승 1패로 시리즈를 통과한다. 롯데 자이언츠가 준 플레이오프를 통과한 것은 1992년 이후 20년 만이며, 상위 시리즈로 진출한 것은 1999년 이후 13년 만이다.
그러나 SK 와이번스와의 플레이오프에서 2승 3패로 밀려 2년 연속 한국시리즈 진출에 실패했다. 시즌 후 양승호 감독이 물러나고 권두조 수석코치가 대행을 맡아 아시아 시리즈를 치른 후 김시진 감독이 새로 취임하였다.
2012년 아시아 시리즈가 부산 사직야구장에서 열려, 개최지 연고 팀 자격으로 아시아 시리즈에 출전하였으나, 요미우리 자이언츠에게 밀려 우승에는 실패했다.

#### 2013년시즌
공익근무요원으로 복무하였던 우완 투수 조정훈과 유격수 박기혁이 공익근무 소집이 해제되어 복귀하였다. FA 협상 결렬로 김주찬과 홍성흔이 떠나게 되자 2013년 드래프트에서 지명하였던 투수 송창현을 한화 이글스의 장성호를 상대로 트레이드하여 보내고 장성호를 영입했다. 그리고 김주찬과 홍성흔의 보상 선수로 홍성민과 김승회를 지명하여 투수진을 보강했다.
시즌 시작과 동시에 5연승을 하였으나 주축 타자들(홍성흔, 김주찬)의 이탈로 내리 7연패하며 극심한 타격동반부진이 찾아오기도 했다. 5월에는 주축 선수들(조성환, 박기혁, 장성호)이 부상으로 빠졌으나 2군에서 정훈 신본기 김대우 등의 경험없는 선수들이 활약하며 상승세를 타 4위에 안착하여 순조롭게 진행되는듯 했다. 하지만 무리한 투수기용과 과부하로 인하여 올스타 브레이크전 5위로 추락하여 그이후 5위로 마감하였다.
그러나 2012 시즌 중반부터 문제가 되었던 전준우, 황재균, 손아섭 등의 타자들의 메커니즘이 정상 궤도로 안착되었고 팀도 덩달아 상승세를 타며 다음시즌에 희망을 보여주었다.

#### 2014년시즌
2013년 FA 최대어 중 하나였던 강민호, 불펜으로 활약한 강영식을 각각 4년 75억, 4년 17억으로 잔류시켰다. 롯데는 2013년 FA로 팀을 이탈했던 김주찬과 홍성흔의 빈자리를 메꿀 리드오프와 4번타자가 필요했다. 그러나 FA 자격을 얻은 리드오프 중 이용규는 한화, 이대형은 KIA, 이종욱은 NC와 각각 계약을 맺게 되었다. 한편, 4번타자감을 얻기 위해 롯데는 두산의 최준석을 4년 35억에 영입하고, 외국인 선수로 베네수엘라 출신의 루이스 히메네스까지 영입하게 된다. 그밖에 토종 에이스 장원준, 준수한 백업 포수 장성우 등 총 9명이 군에서 원 소속팀으로 복귀하면서 전력이 보강된 상태로 정규 시즌에 돌입하였다.
정규 시즌은 주전 포수 강민호의 부진과 리그 수위를 다툴 것이라 예상했던 불펜이 무너졌으나 손아섭과 루이스 히메네스, 정훈의 뛰어난 활약과 1, 2, 3선발의 준수한 활약, 내-외야를 막론한 탄탄한 수비에 힘입어 6월까지 4위를 유지했다. 그러나 외국인 타자 루이스 히메네스의 장기 부상, 선발진의 연쇄 붕괴, 수비의 핵 문규현의 부상 등 악조건이 겹치며 7월부터 내리막, 결국 7위로 2년 연속 포스트시즌 진출에 실패했다. 정규시즌 마지막 경기 후 김시진 감독은 사임하게 된다.
그리고 2014년 5월 27일, 수석코치인 권두조가 원정 경기 당시 숙소의 CCTV를 통해 선수들의 출입을 감시한 것을 두고 선수단이 항명하여 그를 사퇴시킨 일이 일어났다. 이후 프론트는 동년 7월 김시진 감독에게 정민태, 박흥식 외 2명의 코치를 2군으로 내리라고 압박하는 한편 독단적으로 그를 경질하려고도 했다. 이후 성적 부진을 이유로 김시진 감독이 사퇴하자, 배재후와 이문한을 위시로 한 프런트가 공필성을 감독에 임명하기로 한다. 이에 선수단은 그가 프런트 라인이라며 공필성 반대 성명서를 내고 항명하였고 여론의 포탄을 맞은 공필성은 롯데 자이언츠를 자발적으로 떠났다. 이후의 사태를 수습하기 위해 롯데 자이언츠는 황급히 이종운 코치를 감독으로 승진시켰다.

#### 2015년시즌
2013, 2014 시즌 2년 동안 욕을 먹고 있었다. 먼저 지난 2년간 부진한 성적을 거둔 김시진 감독이 물러나고 이종운 감독이 부임했다. 그리고 한화 이글스 출신의 레전드 장종훈을 타격코치로 영입했고 2012년까지 롯데 자이언츠에서 선발의 한 축을 담당했으나 재계약을 하지 못하고 LA 다저스 산하 마이너리그에서 뛰다가 은퇴한 라이언 사도스키를 해외 스카우트 코치로 영입하며 다시 롯데로 불러들였다. 또 이종운 감독의 요청으로 LG에서 방출된 외야수 임재철을 영입하였다. 임재철은 1999 시즌 롯데 선수 소속이었던 당시 한국시리즈를 경험했었다.
2015 FA 이적 시장에서 팀 내 최고 토종 선발 투수이자 프랜차이즈 스타인 장원준과 불펜과 선발을 오가며 오랜기간 마당쇠 역할을 해준 김사율, 유격수 박기혁이 FA자격을 얻어 팀을 떠났고 롯데는 두산 베어스로 이적한 장원준의 보상선수로 정재훈을 지명했다. 그리고 각각 부상과 많은 나이, 부진을 이유로 쉐인 유먼, 크리스 옥스프링, 루이스 히메네스 세 용병과의 재계약을 모두 포기하고 선발 투수 브룩스 레일리, 조쉬 린드블럼과 외야수 짐 아두치를 영입했다.
2015년 시즌 초반 물오른 타선과 투수의 조화로 4월 한때 3위까지 올랐지만 불펜의 집단 난조로 아슬아슬한 승부가 많아졌고 극적인 역전패가 많아지며 최악의 난조를 보인 롯데 자이언츠는 투수보강을 위해 2015년 5월 2일 KT 위즈와 4:5 트레이드를 단행하였다. 이 트레이드로 인해 KBO 리그 최고 유망주 포수로 평가받던 장성우, 강속구 투수 최대성, 외야수 하준호, 내야수 이창진, 포수 윤여운이 KT 위즈로 가게 되었고 롯데 자이언츠는 역시 유망주로 평가받던 투수 박세웅, 주력 불펜 투수로 활약하던 이성민과 투수 조현우, 포수 안중열을 얻었다. 5월까지 중위권 싸움을 하던 롯데 자이언츠는 6월 이후 급격히 추락하기 시작해서 8월까지 8위에 머무르고 있다가 9월에 다시 반등을 하여 5위를 달성, 2015 시즌부터 도입된 5위 와일드카드를 거머쥐며 3년만에 포스트시즌에 진출할 수 있다는 기대감을 높혔으나 시즌 마지막 13경기에서 2승 11패로 허무하게 무너지며 8위로 시즌을 마감하게 된다. 결국 시즌 후 이종운 감독은 경질되었다.
2015 시즌 롯데 자이언츠의 불펜 평균자책점은 5.43으로 10개 구단 중 최하위를 기록했다. 팀 세이브는 19개로 리그 9위였고, 블론세이브는 18개로 가장 많았다. 불펜이 흔들리자 투수들의 보직변동이 잦아졌고 이는 투수진 전체의 불안요소가 되었다. 결국 불펜 투수들의 집단 난조가 2015 시즌 롯데의 포스트시즌 진출 실패에 가장 큰 요인이었다는 평가가 지배적이다.
하지만 라이언 사도스키 해외 스카우트 코치가 추천하여 영입한 외국인 용병 3명은 2015 시즌 최고의 기량을 선보이며 롯데의 위안이 되었다. 브룩스 레일리는 31경기에 11승 9패 ERA 3.91 QS 19회라는 기록을 조쉬 린드블럼은 32경기에서 13승 11패 ERA 3.56 QS 23회라는 기록을 짐 아두치는 0.314의 타율에 28홈런 24도루 106타점 105득점으로 팀 최초 20-20 클럽에 가입하게 되었다.

#### 2016년시즌
2015 시즌 10개팀 중 8위를 기록한 롯데 자이언츠는 이종운 감독을 경질하고 2011 시즌 롯데 자이언츠에서 외야 수비코치를 역임했고 2015 시즌 SK 와이번스에서 수석코치를 지냈던 조원우 감독을 계약기간 2년에 롯데 자이언츠의 새 사령탑으로 선임했다.
2015 시즌 불펜의 집단방화로 인해 롯데시네마라는 달갑지 않은 별명을 안게 되었던 롯데는 불펜 보강을 위해 손승락, 윤길현 선수를 각각 60억, 38억에 FA로 영입했다. 그 대신 김승회 선수를 SK 와이번스에 보상선수로 내주었다. (넥센 히어로즈는 손승락의 보상선수 지명을 포기하였다.) 한편, FA를 통해 심수창을 한화 이글스에 내주면서 박한길을 보상선수로 영입하였다.
2016년 6월 1일에 두산 베어스에서 뛰던 노경은을 고원준과의 맞트레이드로 영입하였다.
동년 7월 23일에 2차 드래프트를 통해 영입했던 김성배를 두산 베어스에 다시 내주고 그 대신 김동한을 받아오는 트레이드를 단행하였다.
황재균은 이해 팀 두번째로 20-20을 달성한 선수가 되었다.

#### 2017년시즌
2017년 시즌을 준비하던 중 이대호가 롯데자이언츠로 복귀하였다.
2017년 4월 18일 KT 위즈와 트레이드를 하게 되었다. 내야수 오태곤(개명전 : 오승택)과 투수 배제성을 내어주고 투수 장시환과 김건국을 받게 되었다.
이대호복귀로 타선이 살아나면서 시즌 초반 상승세를 타다가 5월 들어 투타 밸런스가 깨지며 주춤하기 시작했다.
1위였던 순위는 어느새 7위까지 추락했고 8위 한화 이글스와 경기차가 벌어지지 않아 순위가 더 내려갈 수도 있는 상황이었다.
이후 시즌 초반 수면 장애 증상으로 방출된 파커 마켈을 대신해 영입한 닉 애디튼을 방출하고 작년까지 KBO에서 뛰었던 조쉬 린드블럼을 영입하며 확정적인 선발진을 가지게 되었다.
올스타전을 치른 이후 조금씩 상승세를 타다가 8월부터 극적인 반전을 이루어냈다.
7위였던 순위는 어느새 4위까지 올라갔고 이대호는 3할-30홈런-100타점, 손아섭은 개인 통산 첫번째 20홈런을 때려내며 20-20 클럽에 가입했다.
선발 박세웅은 10승 고지를 밟았고 9월 이후 브룩스 레일리와 송승준도 따라서 10승을 기록하면서 14년 이후 3년만에 10승 투수 3명을 배출하게 됐다.
2017 정규시즌은 3위, 준플레이오프에서 NC 다이노스에게 패배하며 최종 3위로 마감지었다.
2017 시즌이 끝난 이후 FA에서 황재균을 KT 위즈로 뛰고, 강민호를 삼성 라이온즈로 떠나보냈다.
손아섭, 문규현은 롯데에 잔류하게 되었고, 민병헌, 채태인을 영입하였다. 외국인선수는 조쉬 린드블럼이 두산으로 이적하였고,그의 대체선수로 펠릭스 듀브론트가 영입된다.브룩스 레일리와 앤디 번즈는 재계약에 성공하였다.

#### 2018년시즌
2018년 3월 5일을 기해 새로운 구단 엠블럼으로 전면 교체를 했다. 2003년부터 14년 동안 이어져왔던 검은색, 주황의 상징색을 부산의 깊은 바다를 상징하는 다크 네이비와 부산광역시의 시화인 동백꽃의 색인 빨간색을 팀의 상징색으로 새롭게 사용하게 되었다. 이에 따라 유니폼도 전면 교체되었다.

#### 2019년시즌
조원우 감독이 물러나고, 제 18대 감독으로 양상문 감독을 맞이하게 된다. 하지만 3월 27일에 삼성 라이온즈전 홈경기에서 4:23이라는 굴욕적인 참패를 당하고, 4월 7일인 한화 이글스전 홈경기에서는 1:16 대패를 당하는 등 부진을 면치 못했다. 결국 양상문 감독은 성적 부진에 책임을 지고 이윤원 단장과 함께 동반 자진 사퇴하였다. 금년 시즌 9월에 최하위가 확정되어 2004년 이후 15년만에 최하위를 기록하게 되었고, 차기 정식 감독으로 키움 히어로즈의 수석코치였던 허문회가 새 감독으로 신임되었다.

#### 2020년시즌
성민규 단장이 롯데의 새로운 단장으로 오고, 허문회 감독이 롯데의 새로운 감독자리를 앉게 되었다. 정규시즌 전 스토브리그에서 국대 내야수 안치홍, 개막하자마자 홈런을 계속해서 터트리는 마차도 등등의 선수들을 영입했다. 이뿐만이 아닌 다른 선수들과 감독, 코치들의 피나는 노력으로 인해서 개막 5연승을 하였다.
허문회 감독은 8월에 치고 올라가겠다는 발언을 해서 화제가 됐지만 결국 시즌을 7위로 마감됐다.
롯데의 외국인 투수 댄 스트레일리는 24년만에 롯데 소속 탈삼진왕이 되고 2012년 한화 류현진 이후 200탈삼진 고지를 밟았다.

## 통산 기록
| 포스트시즌 진출 | 한국시리즈 우승 |

### 정규시즌
| 연도          | 승         | 무         | 패         | 승률                | 순위    |
| ------------- | ---------- | ---------- | ---------- | ------------------- | ------- |
| 롯데 자이언츠 |            |            |            |                     |         |
| 1982          | 31 (13/18) | 0 (0/0)    | 49 (27/22) | 0.388 (0.325/0.450) | 5 (5/4) |
| 1983          | 43 (22/21) | 1 (1/0)    | 56 (27/29) | 0.434 (0.449/0.429) | 6 (4/6) |
| 1984          | 50 (21/29) | 2 (1/1)    | 48 (28/20) | 0.510 (0.429/0.592) | 4 (4/1) |
| 1985          | 59 (27/32) | 51 (28/23) | 0 (0/0)    | 0.536 (0.491/0.582) | 2 (4/2) |
| 1986          | 50 (30/20) | 6 (4/2)    | 52 (20/32) | 0.490 (0.600/0.385) | 5 (3/5) |
| 1987          | 54 (27/27) | 5 (2/3)    | 49 (25/24) | 0.523 (0.519/0.528) | 3 (3/3) |
| 1988          | 57 (29/28) | 2 (1/1)    | 49 (24/25) | 0.537 (0.546/0.528) | 3 (4/3) |
| 1989          | 48         | 5          | 67         | 0.421               | 7       |
| 1990          | 44         | 4          | 71         | 0.388               | 6       |
| 1991          | 61         | 3          | 62         | 0.496               | 4       |
| 1992          | 71         | 1          | 55         | 0.563               | 1       |
| 1993          | 62         | 1          | 63         | 0.496               | 6       |
| 1994          | 56         | 3          | 67         | 0.456               | 6       |
| 1995          | 68         | 5          | 53         | 0.560               | 2       |
| 1996          | 68         | 5          | 53         | 0.560               | 5       |
| 1997          | 57         | 6          | 63         | 0.476               | 8       |
| 1998          | 50         | 4          | 72         | 0.410               | 8       |
| 1999          | 75         | 5          | 52         | 0.591               | 1(드림) |
| 2000          | 65         | 4          | 64         | 0.504               | 2(매직) |
| 2001          | 59         | 4          | 70         | 0.469               | 8       |
| 2002          | 35         | 1          | 97         | 0.265               | 8       |
| 2003          | 39         | 3          | 91         | 0.300               | 8       |
| 2004          | 50         | 11         | 72         | 0.410               | 8       |
| 2005          | 58         | 1          | 67         | 0.464               | 5       |
| 2006          | 50         | 3          | 73         | 0.407               | 7       |
| 2007          | 55         | 3          | 68         | 0.447               | 7       |
| 2008          | 69         | 0          | 57         | 0.548               | 3       |
| 2009          | 66         | 0          | 67         | 0.496               | 4       |
| 2010          | 69         | 3          | 61         | 0.519               | 4       |
| 2011          | 72         | 5          | 56         | 0.563               | 3       |
| 2012          | 65         | 6          | 62         | 0.512               | 4       |
| 2013          | 66         | 4          | 58         | 0.532               | 5       |
| 2014          | 59         | 1          | 68         | 0.452               | 7       |
| 2015          | 66         | 1          | 77         | 0.462               | 8       |
| 2016          | 66         | 0          | 78         | 0.458               | 8       |
| 2017          | 80         | 2          | 62         | 0.563               | 3       |
| 2018          | 68         | 2          | 74         | 0.479               | 7       |
| 2019          | 48         | 3          | 93         | 0.340               | 10      |
| 2020          | 71         | 1          | 72         | 0.497               | 7       |
| 2021          | 65         | 8          | 71         | 0.478               | 8       |
| 2022          | 64         | 4          | 76         | 0.475               | 8       |
| 2023          | 68         | 0          | 76         | 0.472               | 7       |
| 2024          | 66         | 4          | 74         | 0.471               | 7       |
| 합계          | 2,456      | 124        | 2,767      | 0.470               | —       |

### 포스트시즌
| 롯데 자이언츠 |                      |                      |                      |                      |                      |                      |                      |                      |                      |                      |                      |                      |                      |           |           |           |           |           |           |           |
| 1984          | 시행 이전            | 시행 이전            | 시행 이전            | 시행 이전            | 시행 이전            | 시행 이전            | 시행 이전            | 시행 이전            | 시행 이전            | 시행 이전            | 시행 이전            | 시행 이전            | 삼성 라이온즈        | 4         | 0         | 3         |           |           |           |           |
| 1991          | 시행 이전            | 시행 이전            | 시행 이전            | 시행 이전            | 삼성 라이온즈        | 1                    | 1                    | 2                    | 진출 실패            | 진출 실패            | 진출 실패            | 진출 실패            | 진출 실패            | 진출 실패 | 진출 실패 | 진출 실패 |           |           |           |           |
| 1992          | 시행 이전            | 시행 이전            | 시행 이전            | 시행 이전            | 삼성 라이온즈        | 2                    | 0                    | 0                    | 해태 타이거즈        | 3                    | 0                    | 2                    | 빙그레 이글스        | 4         | 0         | 1         |           |           |           |           |
| 1995          | 시행 이전            | 시행 이전            | 시행 이전            | 시행 이전            | 시행되지 않음        | 시행되지 않음        | 시행되지 않음        | 시행되지 않음        | LG 트윈스            | 4                    | 0                    | 2                    | OB 베어스            | 3         | 0         | 4         |           |           |           |           |
| 1999          | 시행 이전            | 시행 이전            | 시행 이전            | 시행 이전            | 시행되지 않음        | 시행되지 않음        | 시행되지 않음        | 시행되지 않음        | 삼성 라이온즈        | 4                    | 0                    | 3                    | 한화 이글스          | 1         | 0         | 4         |           |           |           |           |
| 2000          | 시행 이전            | 시행 이전            | 시행 이전            | 시행 이전            | 삼성 라이온즈        | 1                    | 0                    | 2                    | 진출 실패            | 진출 실패            | 진출 실패            | 진출 실패            | 진출 실패            | 진출 실패 | 진출 실패 | 진출 실패 |           |           |           |           |
| 2008          | 시행 이전            | 시행 이전            | 시행 이전            | 시행 이전            | 삼성 라이온즈        | 0                    | 0                    | 3                    | 진출 실패            | 진출 실패            | 진출 실패            | 진출 실패            | 진출 실패            | 진출 실패 | 진출 실패 | 진출 실패 |           |           |           |           |
| 2009          | 시행 이전            | 시행 이전            | 시행 이전            | 시행 이전            | 두산 베어스          | 1                    | 0                    | 3                    | 진출 실패            | 진출 실패            | 진출 실패            | 진출 실패            | 진출 실패            | 진출 실패 | 진출 실패 | 진출 실패 |           |           |           |           |
| 2010          | 시행 이전            | 시행 이전            | 시행 이전            | 시행 이전            | 두산 베어스          | 2                    | 0                    | 3                    | 진출 실패            | 진출 실패            | 진출 실패            | 진출 실패            | 진출 실패            | 진출 실패 | 진출 실패 | 진출 실패 |           |           |           |           |
| 2011          | 시행 이전            | 시행 이전            | 시행 이전            | 시행 이전            | 플레이오프 직행      | 플레이오프 직행      | 플레이오프 직행      | 플레이오프 직행      | SK 와이번스          | 2                    | 0                    | 3                    | 진출 실패            | 진출 실패 | 진출 실패 | 진출 실패 | 진출 실패 | 진출 실패 | 진출 실패 | 진출 실패 |
| 2012          | 시행 이전            | 시행 이전            | 시행 이전            | 시행 이전            | 두산 베어스          | 3                    | 0                    | 1                    | SK 와이번스          | 2                    | 0                    | 3                    | 진출 실패            | 진출 실패 | 진출 실패 | 진출 실패 |           |           |           |           |
| 2017          | 준플레이오프 직행    | 준플레이오프 직행    | 준플레이오프 직행    | 준플레이오프 직행    | NC 다이노스          | 2                    | 0                    | 3                    | 진출 실패            | 진출 실패            | 진출 실패            | 진출 실패            | 진출 실패            | 진출 실패 | 진출 실패 | 진출 실패 |           |           |           |           |
| 합계          | 포스트시즌 통산 기록 | 포스트시즌 통산 기록 | 포스트시즌 통산 기록 | 포스트시즌 통산 기록 | 포스트시즌 통산 기록 | 포스트시즌 통산 기록 | 포스트시즌 통산 기록 | 포스트시즌 통산 기록 | 포스트시즌 통산 기록 | 포스트시즌 통산 기록 | 포스트시즌 통산 기록 | 포스트시즌 통산 기록 | 포스트시즌 통산 기록 | 39        | 1         | 42        |           |           |           |           |

## 한국시리즈
| #                      | 연도   | 감독   | 상대 팀       | 경기 결과         | 우승 횟수 | 시리즈 MVP      | 주석 및 기타 |
| ---------------------- | ------ | ------ | ------------- | ----------------- | --------- | --------------- | ------------ |
| 1                      | 1984년 | 강병철 | 삼성 라이온즈 | 4승 3패 (OXOXXOO) | V1        | 유두열 (외야수) |              |
| 2                      | 1992년 | 강병철 | 빙그레 이글스 | 4승 1패 (OOXOO)   | V2        | 박동희 (투수)   |              |
| 3                      | 1995년 | 김용희 | OB 베어스     | 3승 4패 (OXXOOXX) |           |                 |              |
| 4                      | 1999년 | 김명성 | 한화 이글스   | 1승 4패 (XXOXX)   |           |                 |              |
| 한국시리즈 총 2회 우승 |        |        |               |                   |           |                 |              |

## 기타
롯데 자이언츠는 2014년 때부터 LG 트윈스를 최종전에서 만난 적이 몇 번이나 있었는데, 이기는 일이 좀 있었다. 그런데 이 승리가 곧 결정적인 상황이 되었는데, LG 트윈스를 KBO 포스트시즌에서 탈락하거나 패배하는 방식이었기 때문이다. 2014년 때에 LG 트윈스는 4위를 달리고 있었으나, 확실한 순위는 아니었다. 이유는 당시 최종전에서 SK 와이번스가 승리하게 되는 조건이 되면 LG 트윈스는 이 경기에서 지면 탈락하기 때문이다. 실제로 롯데 자이언츠는 이 최종전 때에 LG 트윈스를 8:5로 승리하여 2014년 KBO 포스트시즌에 진출하는 일을 완벽하게 막아놨으나 같은 시간 타경기 넥센 히어로즈가 SK 와이번스를 상대로 대승을 거두는 바람에 이 승리의 성과는 그다지 크지는 없었다. 이는 SK 와이번스가 최종전에서 무조건 이기지 못하면 LG 트윈스는 최종전 상관없이 2014년 KBO 포스트시즌에 진출하기 때문이다.
그리고 2017년 때에는 롯데 자이언츠는 이미 2017년 KBO 포스트시즌 진출이 확정되었는데, 대신 3~4위 순위가 아직 결정되지 않았을 뿐이다. 그 당시 때에도 최종전 경기는 역시 LG 트윈스였다, 물론 롯데 자이언츠가 4위 NC 다이노스보다 유리한 조건을 가지고 있었다. 하지만, NC 다이노스가 승리하고 롯데 자이언츠가 혹시 지기라도 하면 4위로 떨어지기 때문이다. 반대로 롯데 자이언츠가 승리하면 NC 다이노스 경기 결과랑 상관없었는데 바로 이 LG 트윈스와의 경기에서 4:2로 승리하여 간단히 3위로 올라서게 되었다. 이 때에는 LG 트윈스의 승리가 확실하게 도움이 되었다.
또, 2021년 때에도 롯데 자이언츠는 반대로 탈락이 확정이 또 되어있었다. 반면, LG 트윈스는 2014년 KBO 포스트시즌과는 달리 이미 3위 안에 들어가 있어서 2021년 KBO 포스트시즌 진출은 최종전 경기 결과 상관없이 뚜렷이 확정된 상태였다. 단, LG 트윈스의 숙제가 유일하게 남아있는데 최종전에 혹시 이 롯데 자이언츠를 이기고 나서, 같은 시간에 KT 위즈와 삼성 라이온즈가 모두 패하여 재수 좋게 단독 1위를 하게 되는 상황이었다. KT 위즈와 삼성 라이온즈 중 한 팀만 지면 LG 트윈스는 2위로 올라서게 되지만, 반대로 KT 위즈와 삼성 라이온즈가 모두 이겨서 LG 트윈스는 최종전 승패 상관없이 그대로 3위가 되었다. 물론 LG 트윈스가 승리하지 못하고 타경기 결과 상관없이 그대로 3위로 마쳤다.
롯데 자이언츠는 이 최종전 경기에서 LG 트윈스를 4:2로 또 이겨서 LG 트윈스가 2위 안으로 들어가는 경우를 완벽하게 저지했다. 이유는 비록 KT 위즈와 삼성 라이온즈가 져도 LG 트윈스가 최종전을 절대로 이기지 못할 시 무조건 3위가 되기 때문이다. 그런데, 그러면서도 불구하고 KT 위즈와 삼성 라이온즈는 실제로 최종전에서 나란히 모두 이겨버리는 바람에 자연히 LG 트윈스의 승패 의미는 사라지는 바람에 롯데 자이언츠의 최종전 자력 승리로 LG 트윈스를 역시 2위 안으로 들어가는 일을 막아내는데는 또다시 실패로 돌아가고 말았다.

#### 실제 결과
| 날짜             | 원정 팀 | 득점 | 홈 팀         | 장소 | 결과                             |
| ---------------- | ------- | ---- | ------------- | ---- | -------------------------------- |
| 2014년 10월 17일 | LG      | 5:8  | 롯데 자이언츠 | 사직 | 롯데 자이언츠의 승리             |
| 2017년 10월 3일  | LG      | 2:4  | 롯데 자이언츠 | 사직 | 롯데 자이언츠의 승리로 3위 달성. |
| 2021년 10월 30일 | LG      | 2:4  | 롯데 자이언츠 | 사직 | 롯데 자이언츠의 승리             |

## 응원

### 응원 문화

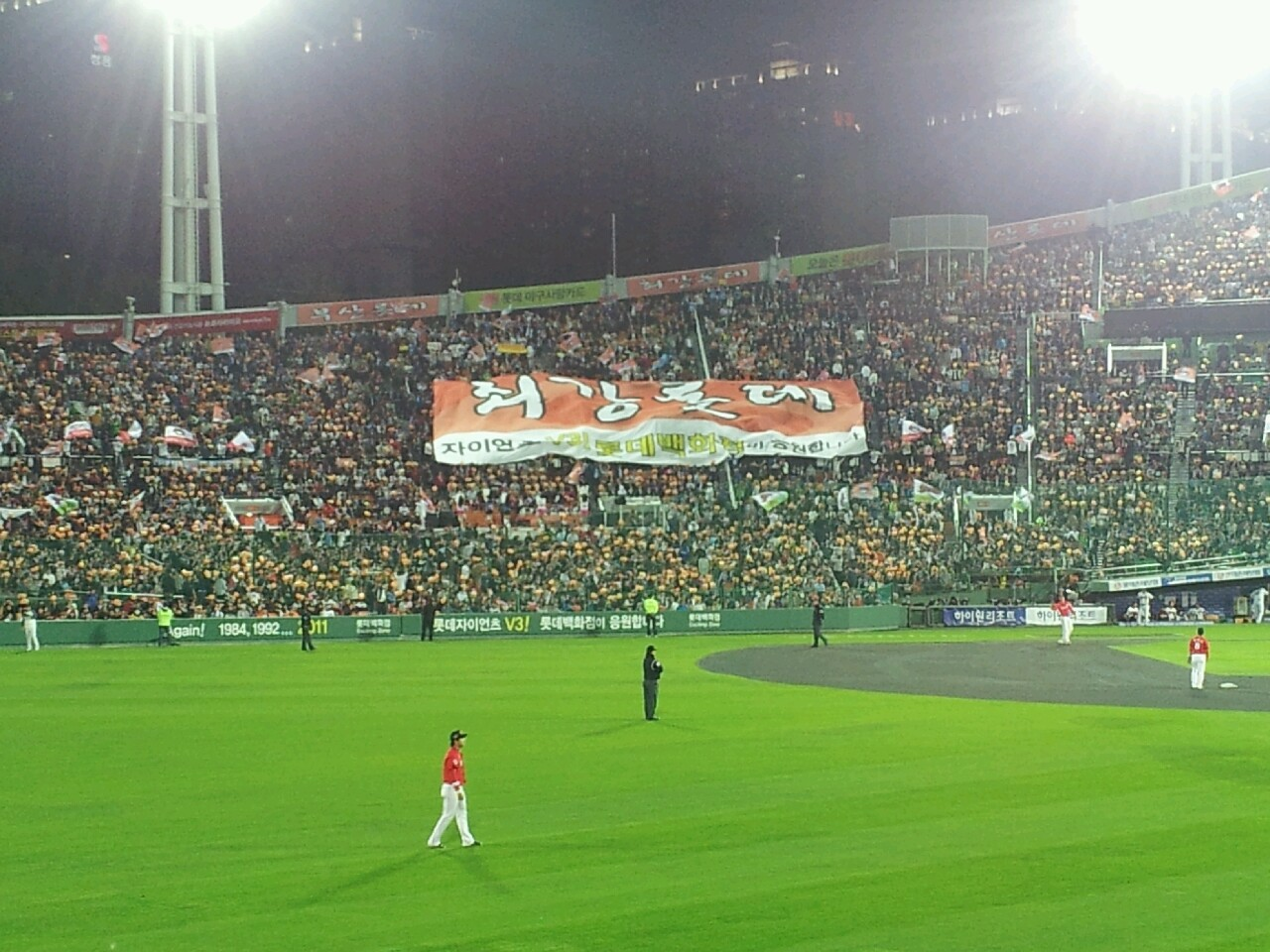
비닐 봉지 응원을 하는 관중들

공식적 응원문화가 없었던 1980년대 당시 배우 유퉁이 무명시절 야구경기를 관람하러 사직야구장에 갔다가 음주와 싸움이 벌어지는 것을 보고 충격을 받아 롯데 자이언츠의 사설 응원단장으로 활약하기도 하였다. 이후 이 사설 응원단장 문화는 한국 프로야구의 구단 전속 응원단장이 생기는 계기가 되었다. 관중들이 자발적으로 개발한 응원 도구인 신문지를 가늘게 찢어 꽃술처럼 만들어 이를 흔들면서 부산갈매기와 돌아와요 부산항에(울산 경기 때는 "울산갈매기", "돌아와요 울산항에") 등을 부르며 응원한다. 경기 후반에 접어들면 야구장에 들어 올때 쓰레기 수거용으로 구단에서 나눠준 주황색 비닐 봉지를 머리에 쓰고 응원한다. 가장 많이 사용되는 응원 구호는 "짝짝, 짝짝짝, 짝짝짝짝, 롯데!"이다. 경기 도중에 야구공이 관중석으로 들어오면 "아주라"를 관중들이 외치는데, 그러면 공을 잡은 어른은 주위의 어린이에게 그 공을 주는 문화가 있다. "아주라"는 "아이(에게) 주어라"라는 말의 경상도 사투리이다. 최근 "아주라"가 나쁜 의도로 사용을 해 타 구단 팬뿐만 아니라 롯데팬들도 문제를 이야기하고 있다. 그런 이유로 현재는 "아주라"가 거의 사라졌다.
또한 상대팀이 게임을 지연하거나 비신사적인 플레이를 하면 투수에게 유키스의 "만만하니"의 음악에 맞춰서 '마!' ("인마"의 동남 방언)를 외친다. '마'라고 관중이 외치는 응원 구호는 1999년 시즌 당시 정민태 투수가 주자를 견제할 때 관중들이 '마'라고 다 같이 외쳐 투수를 위축시키고자 만들어졌다. 그 이후 한 응원 단장이 이 구호를 모든 구단의 투수에게 사용하면서 지금의 '마'가 된 것이다. '마'라고 외치면 상대 투수가 주눅들어 투구에 집중하지 못하는 효과를 가져오기 때문에 몇몇 구단은 맞대응을 하기도 한다. 그 예로 과거 삼성 라이온즈 응원석에서는 "와!"를 외쳤고, 지금은 두산 베어스 응원석과 LG 트윈스 응원석에서 "왜!"를, SK 와이번스 응원석에서는 "쉬"를, NC 다이노스 응원석에서는 "산!"을 외치며 맞받아 친다.
2010년부터는 이런 상대의 대응에 대해 다시 롯데의 응원석에서 미쓰에이의 'Bad Girl Good Girl'의 한 부분인 'Shut up boy, So shut up boy, So shut up boy, So shut up, Shut up'을 외치며 맞대응한다.
투수가 상대팀의 타자를 삼진 및 더블(트리플) 플레이, 도루 저지로 아웃시키면 Witches의 '떴다 그녀'의 전주가 흘러나오는데, 이 전주가 모두 끝나면 이 곡의 맨 첫 소절의 가사인 '어느 날~!'만 외치고 끝나게 된다.
교과서 출판사인 교학사가 2009년 출간을 위해 제작중인 중학교 1학년 사회 교과서에 '레저스포츠 및 응원을 통한 사회화’라는 단원에 사직구장 응원문화에 대한 내용과 사진이 실린 것으로 알려졌다. 이는 한국의 프로스포츠 역사상 최초이며, 2008년 12월 심사가 통과되고 1년가량의 여론수렴 과정을 거친 후 2010년부터 본격적으로 시판되었다.

### 응원가

#### 팀 응원가
- Dream Of Ground - 1회 말 종료 시
- 미스터 자이언츠(Mr. Giants) - 5회 말 종료 후 선수들의 몸 풀기 시
- 돌아와요 부산항에(조용필) - 9회 말(원정 시 9회 초) 또는 역전 시
- 부산 갈매기(문성재) - 9회 말(원정 시 9회 초) 또는 역전 시 [현재 KBO 저작권 문제로 공식적으로 사용을 못하고있다. 팬들이 자체적으로 원정을 갈때는 암묵적으로 사용한다. 또한 서울종합운동장 야구장에서 밤 10시가 지나면 엠프를 끄는데 엠프를 끄면 응원단장인 조지훈이 부산갈매기를 부르도록 지도한다.]
- Just Victory
- Forever Giants
- 오, 최강롯데(Jason Crest의 "Waterloo Road"[22]) - 롯데 자이언츠 투수 교체 시
- 승리의 롯데(Battle Hymn of the Republic[23])
- 우리는 최강롯데
- 롯데자이언츠 오오오~~(Twisted Sister의 "We're Not Gonna Take It")
- 바다새(김혜정)

#### 타자 응원가
팝송이 많이 사용된다. 대표적인 응원가와 그 원곡은 다음과 같다. 모두 원곡 멜로디를 바탕으로 그대로 부른다.
- 31.손아섭 - Backstreet Boys의 'Straight Through My Heart', 등장곡: 장미여관 - 오빠라고 불러다오

자이언츠~ 손아섭~ 승리를 위해~ 오오~(X4)

- 8.전준우 - The Turtles의 'Happy Together', 등장곡 : 3OH!3-Starstrukk (전준우 등장시 팬들은 박자에 맞춰서 "유후"를 부른다 )

안타 안타 쌔리라 쌔리라 롯데 전준우~ (4회 반복)
- 10.이대호 - Qeen의 ey oh Sarah Vaughan의 'A Lover's Concerto' + 자우림의 '하하하쏭'

대호 대호 대호 대호 대호 대호 대호 오 롯데 이대호 오 오 롯데 이대호 오 오 롯데 이대호 롯데 이대호 롯데 이대호 오오오오오오
오 롯데 이대호 오 오 롯데 이대호 오 오 롯데 이대호 롯데 이대호 롯데 이대호
(빠빠빠빠 빠바밤) 홈~런~ 이!대!호! (빠바바바 빠바바바 바바밤) 홈~런~ 이!대!호
- 33.정훈 - 닐 세다카의 'Oh! Carol', 등장곡 : Bingo Players-Get Up

오~정훈~ 자이언츠 정훈~오~오오~오오~ 오오오오오~ (X2)
- 7.신본기 - ABBA의 'Super Trouper'

롯데의 (헤이!) 신~본기 (헤이!) 롯데의~승리를 위해 롯데의 (헤이!) 신~본기 (헤이!) 오오오오~오~오~
- 6.문규현 - Gene Kelly의 'Singing in the Rain'

롯~데의 문규현~ 롯~데의 문규현~ 오오오오오오~ 롯!데! 문!규!현!(X2)
- 24.김문호 - 클리프 리처드의 'Summer holiday'

롯데 자이언츠 안타 김문호 롯데 자이언츠 김문호 롯데 자이언츠 안타 김문호 오오오오오오~
- 23.나경민 - J.Geils Band의 'Centerfold'

라라라 라라라 롯데롯데 나경민x4
- 98.앤디 번즈 - The Ventures - Hawaii Five-0

롯데 앤디 번즈 오오오오오~x4
- 25.한동희 - 자작가

롯데의~(짝짝) 한동희~(짝짝) 안타 안타 한동희~(짝짝) 롯데의~(짝짝) 한동희~(짝짝) 오 오 오오오 오 오~ X2

#### 투수 응원가
- 송승준 - Don Gibson의 'I Can't Stop Loving You'

송승준 파이팅 오오오오 롯데 송승준 오오오오x2
- 'Moskaw'

### 응원단
- 응원단장 : 조지훈

- 치어리더 : 조윤경, 서이준, 김승은, 이윤정, 김보경, 허수미, 고민지, 곽혜인, 이단비, 박예진, 이다영, 최정희, 안지현

## 유니폼
2018년부터 사용중인 유니폼은 홈경기는 흰색 상의, 원정경기는 남색 상의를 착용한다. 공통적으로 팔 소매에 붉은 선이 둘러져 있으며 바지에도 붉은색 옆선이 그려져있다. 상의 가운데에는 빨간색 'Giants' 워드마크가 새겨져 있으며 언더셔츠는 홈/원정 모두 남색이다.
일요일에는 주황색이 그려진 스페셜 유니폼 선데이유니폼을 착용한다.
2011년 시즌부터 시작된 유니세프 후원으로 인해 유니세프 유니폼도 착용한다.
매달 마지막주 수요일 홈경기에 챔피언유니폼을 입었고 삼성라이온즈와의 클래식데이때도 챔피언유니폼을 입는다.
2016년 시즌에는 캐릭터 도라에몽이 그려진 스페셜 유니폼을 토요일에 착용하였다.
2017년 시즌에는 부산을 상징하는 동백꽃을 모티브로 한 동백유니폼을 토요일마다 입고 경기에 나선다.

## 선수단

### 역대 감독
롯데 자이언츠의 창단 감독은 박영길이었으며, 현재 감독은 김태형이다.

### 역대 선발진

#### 1군
| 연도 | 1선발      | 2선발      | 3선발    | 4선발    | 5선발      |
| ---- | ---------- | ---------- | -------- | -------- | ---------- |
| 1982 | 노상수     | 천창호     | 김덕열   | 김문희   | 이진우     |
| 1983 | 최동원     | 김문희     | 배경환   | 노상수   | 이진우     |
| 1984 | 최동원     | 임호균     | 배경환   | 김문희   | 이진우     |
| 1985 | 최동원     | 박동수     | 김정행   | 배경환   | 임호균     |
| 1986 | 최동원     | 박동수     | 김정행   | 임호균   | 노상수     |
| 1987 | 윤학길     | 최동원     | 오명록   | 김정행   | 박동수     |
| 1988 | 윤학길     | 김정행     | 오명록   | 노상수   | 김종석     |
| 1989 | 윤학길     | 김청수     | 서정용   | 김시진   | 박동수     |
| 1990 | 박동희     | 김청수     | 김시진   | 윤학길   | 박동수     |
| 1991 | 박동희     | 윤학길     | 김태형   | 김청수   | 김종석     |
| 1992 | 염종석     | 윤학길     | 박동희   | 윤형배   | 김태형     |
| 1993 | 윤학길     | 윤형배     | 김상현   | 염종석   | 박동희     |
| 1994 | 주형광     | 가득염     | 염종석   | 강상수   | 윤학길     |
| 1995 | 주형광     | 염종석     | 윤학길   | 강상수   | 윤형배     |
| 1996 | 주형광     | 강상수     | 박동희   | 박지철   | 윤학길     |
| 1997 | 염종석     | 김태석     | 차명주   | 강상수   | 주형광     |
| 1998 | 문동환     | 주형광     | 염종석   | 김태석   | 차명주     |
| 1999 | 문동환     | 주형광     | 박석진   | 염종석   | 김태석     |
| 2000 | 손민한     | 주형광     | 문동환   | 기론     | 박지철     |
| 2001 | 박지철     | 손민한     | 염종석   | 레이     | 기론       |
| 2002 | 손민한     | 매기       | 염종석   | 김영수   | 문동환     |
| 2003 | 박지철     | 이정훈     | 염종석   | 손민한   | 김장현     |
| 2004 | 박지철     | 주형광     | 염종석   | 김장현   | 이상목     |
| 2005 | 손민한     | 이상목     | 염종석   | 이용훈   | 장원준     |
| 2006 | 손민한     | 장원준     | 이상목   | 염종석   | 김수화     |
| 2007 | 손민한     | 송승준     | 장원준   | 최향남   | 염종석     |
| 2008 | 손민한     | 장원준     | 송승준   | 이용훈   | 매클레리   |
| 2009 | 조정훈     | 장원준     | 송승준   | 손민한   | 이용훈     |
| 2010 | 사도스키   | 송승준     | 장원준   | 이재곤   | 조정훈     |
| 2011 | 장원준     | 송승준     | 사도스키 | 고원준   | 부첵       |
| 2012 | 유먼       | 송승준     | 이용훈   | 사도스키 | 고원준     |
| 2013 | 유먼       | 옥스프링   | 송승준   | 고원준   | 이재곤     |
| 2014 | 옥스프링   | 장원준     | 유먼     | 송승준   | 홍성민     |
| 2015 | 린드블럼   | 레일리     | 송승준   | 박세웅   | 이상화     |
| 2016 | 레일리     | 린드블럼   | 박세웅   | 노경은   | 송승준     |
| 2017 | 박세웅     | 레일리     | 송승준   | 김원중   | 애디튼     |
| 2018 | 레일리     | 노경은     | 듀브론트 | 김원중   | 송승준     |
| 2019 | 레일리     | 장시환     | 다익손   | 박세웅   | 김원중     |
| 2020 | 스트레일리 | 노경은     | 박세웅   | 샘슨     | 서준원     |
| 2021 | 박세웅     | 스트레일리 | 프랑코   | 이승헌   | 노경은     |
| 2022 | 반즈       | 박세웅     | 이인복   | 스파크맨 | 김진욱     |
| 2023 | 반즈       | 박세웅     | 나균안   | 윌커슨   | 스트레일리 |
| 2024 | 윌커슨     | 반즈       | 박세웅   | 김진욱   | 나균안     |

#### 2군
| 연도 | 1선발  | 2선발           | 3선발           | 4선발  | 5선발           |
| ---- | ------ | --------------- | --------------- | ------ | --------------- |
| 1990 | 김도형 | 이상구          | 전용권          | 김성욱 | 장태수          |
| 1991 | 김시진 | 노상수          | 이지환          | 윤형배 | 윤동배          |
| 1992 | 박동수 | 강민기          | 김도형          | 배숙현 | 곽재성          |
| 1993 | 김종석 | 김태석          | 박동수          | 윤동배 | 곽재성          |
| 1994 | 윤형배 | 김청수          | 서정민          | 윤동배 | 박지철          |
| 1995 | 권영진 | 김성철          | 이현호          | 박보현 | 김태형          |
| 1996 | 장승익 | 이정훈          | 김성철          | 권영진 | 이재섭          |
| 1997 | 장승익 | 홍의현          | 김상현          | 윤형배 | 정인석          |
| 1998 | 김정열 | 정인석          | 홍의현          | 김상현 | 임경완          |
| 1999 | 임봉춘 | 정인석          | 김정열          | 이정훈 | 임경완          |
| 2000 | 전영삼 | 김상현          | 김정열          | 선성균 | 박효순          |
| 2001 | 박효순 | 정원욱          | 이대일          | 김제빈 | 임봉춘          |
| 2002 | 정원욱 | 변인재          | 김풍철          | 임경완 | 정진수          |
| 2003 | 변인재 | 김주용          | 이정민          | 이석만 | 이명호          |
| 2004 | 양성제 | 손용수          | 최대성          | 이정동 | 김사율          |
| 2005 | 주형광 | 조정훈          | 박지철          | 최대성 | 이석만          |
| 2006 | 김정환 | 배장호          | 조정훈          | 김유신 | 박지철          |
| 2007 | 김정환 | 허준혁 (1985년) | 양성제          | 조정훈 | 김일엽          |
| 2008 | 김유신 | 허준혁 (1985년) | 김휘곤          | 이상화 | 조정훈          |
| 2009 | 진명호 | 박시영          | 허준혁 (1985년) | 김대우 | 허준혁 (1990년) |
| 2010 | 진명호 | 하준호          | 이용훈          | 박시영 | 김수화          |
| 2011 | 이용훈 | 김명성          | 진명호          | 이경우 | 송보람          |
| 2012 | 이상화 | 고원준          | 이재곤          | 이웅한 | 김원중          |
| 2013 | 진명호 | 강승현          | 허준혁 (1985년) | 이상화 | 이용훈          |
| 2014 | 이상화 | 강승현          | 송주은          | 이재곤 | 문동욱          |
| 2015 | 이재곤 | 이인복          | 배장호          | 심수창 | 배제성          |
| 2016 | 박시영 | 김영일          | 강승현          | 한승혁 | 이재곤          |
| 2017 | 노경은 | 이지원          | 김영일          | 김건국 | 박성민          |
| 2018 | 김동우 | 정성종          | 윤성빈          | 이인복 | 김도규          |
| 2019 | 최하늘 | 송주은          | 박진            | 윤성빈 | 이승헌          |
| 2020 | 박종무 | 나균안          | 최설우          | 장원삼 | 최하늘          |
| 2021 | 송재영 | 강동호          | 박선우          | 박진   | 최설우          |
| 2022 | 최설우 | 이민석          | 정대혁          | 박진   | 김민기          |
| 2023 | 정성종 | 최설우          | 진승현          | 이인복 | 박진            |
| 2024 | 정현수 | 박준우          | 이민석          | 홍민기 | 이인복          |

### 역대 마무리

#### 1군
| 1982   | 1983     | 1984   | 1985   | 1986   | 1987   |
| ------ | -------- | ------ | ------ | ------ | ------ |
| 최옥규 | 천창호   | 김재열 | 양상문 | 윤학길 | 안창완 |
| 1988   | 1989     | 1990   | 1991   | 1992   | 1993   |
| 박동수 | 서호진   | 서호진 | 박동수 | 김상현 | 서호진 |
| 1994   | 1995     | 1996   | 1997   | 1998   | 1999   |
| 박동희 | 박동희   | 차명주 | 박지철 | 박지철 | 강상수 |
| 2000   | 2001     | 2002   | 2003   | 2004   | 2005   |
| 강상수 | 박석진   | 강상수 | 임경완 | 노장진 | 노장진 |
| 2006   | 2007     | 2008   | 2009   | 2010   | 2011   |
| 나승현 | 카브레라 | 임경완 | 애킨스 | 임경완 | 김사율 |
| 2012   | 2013     | 2014   | 2015   | 2016   | 2017   |
| 김사율 | 김성배   | 김승회 | 심수창 | 손승락 | 손승락 |
| 2018   | 2019     | 2020   | 2021   | 2022   | 2023   |
| 손승락 | 손승락   | 김원중 | 김원중 | 김원중 | 김원중 |
| 2024   | 2025     | 2026   | 2027   | 2028   | 2029   |
| 김원중 | 김원중   |        |        |        |        |

#### 2군
| 1990            | 1991            | 1992   | 1993   | 1994            | 1995   |
| --------------- | --------------- | ------ | ------ | --------------- | ------ |
| 노상수          | 박정훈          | 김태석 | 강민기 | 윤민철          | 이상번 |
| 1996            | 1997            | 1998   | 1999   | 2000            | 2001   |
| 이상번          | 박부성          | 정의택 | 손인호 | 임봉춘          | 임경완 |
| 2002            | 2003            | 2004   | 2005   | 2006            | 2007   |
| 신원주          | 이용훈          | 강상수 | 노승욱 | 이정훈          | 이정훈 |
| 2008            | 2009            | 2010   | 2011   | 2012            | 2013   |
| 양성제          | 오수호          | 오수호 | 이정민 | 허준혁 (1985년) | 나승현 |
| 2014            | 2015            | 2016   | 2017   | 2018            | 2019   |
| 허준혁 (1985년) | 허준혁 (1985년) | 이경우 | 이정민 | 조무근          | 조무근 |
| 2020            | 2021            | 2022   | 2023   | 2024            | 2025   |
| 정태승          | 정태승          | 나원탁 | 석상호 | 현도훈          |        |

## 영구 결번
| 최동원 P |

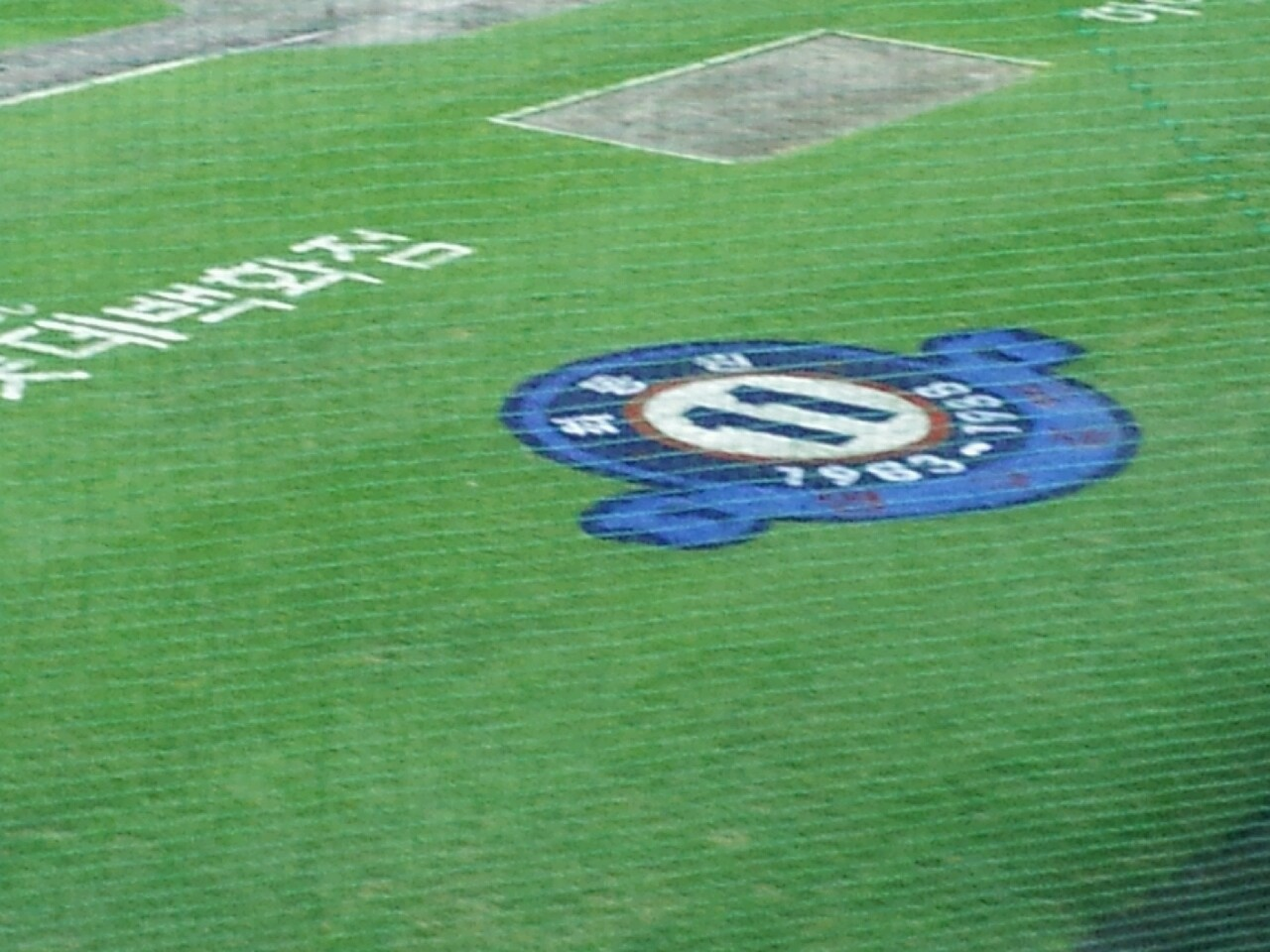
2011년 영구 결번 지정 행사 때 사직야구장 잔디 위의 11번

- 11번: 롯데가 1984년 한국시리즈에서 우승하는 데 일등 공신이자 한국프로야구의 전설적인 투수였던 최동원의 등 번호이다. 이 번호는 2011년 9월 30일에 롯데 구단 역사상 최초의 영구 결번으로 지정되어 사직야구장 왼쪽 외야 담장 상단에 걸렸다.
- 10번: 우승은 하지 못하였지만 타자가 받을 수 있는 모든 상 (신인왕 제외)을 받고, 2010년 9경기 연속 홈런(세계 신기록)과 타격 7관왕을 받은 이대호의 등번호이다. 이 번호는 2022년 10월 8일에 롯데 구단 2번째로 영구 결번으로 지정되었다.

## 한국 프로 야구상 수상자
롯데 자이언츠는 한국 프로 야구 최우수 선수를 세 명 배출했다.
- 1984년 - 최동원 (투수)
- 2005년 - 손민한 (투수)
- 2010년 - 이대호 (타자)

## 신인 1차 지명 지역 연고
- 개성고등학교
- 경남고등학교
- 부경고등학교
- 부산고등학교
- 부산공업고등학교
- 부산정보고등학교

## 역대 2차 드래프트 지명
2차 드래프트는 한국 야구 위원회에서 2년마다 11월 말에 개최되며, 타 팀에서 FA 신청선수를 제외한 35명의 보호선수에서 제외된 선수를 지명할 수 있다.
| 연도 | 1라운드                        | 2라운드                      | 3라운드                    |
| ---- | ------------------------------ | ---------------------------- | -------------------------- |
| 2012 | 김성배 (두산 베어스, 투수)     | 박동욱 (LG 트윈스, 투수)     | 지명 포기                  |
| 2014 | 이여상 (한화 이글스, 내야수)   | 심수창 (키움 히어로즈, 투수) | 지명 포기                  |
| 2016 | 박헌도 (키움 히어로즈, 외야수) | 김웅 (LG 트윈스, 투수)       | 양형진 (KT 위즈, 투수)     |
| 2018 | 고효준 (KIA 타이거즈, 투수)    | 이병규 (LG 트윈스, 외야수)   | 오현택 (두산 베어스, 투수) |
| 2020 | 최민재 (SK 와이번스), 외야수)  | 지명 포기                    | 지명 포기                  |
| 2024 | 지명 포기                      | 오선진 (한화 이글스, 내야수) | 최항 (SSG 랜더스, 내야수)  |

## 응원단
- 응원단장 : 조지훈

- 치어리더 : 염지원, 조윤경, 김다빈, 금보아, 김승은, 이윤정, 김보경, 표은지, 고민지, 곽혜인, 이단비, 이가현, 이다영, 김한별, 안지현,김단비,최홍라

## 스폰서
- LOTTE - 자이언츠 로고 왼쪽 윗부분
- 롯데마트 - 홈 유니폼 상의 오른쪽팔 부분
- 롯데케미칼 - 원정 유니폼 상의 왼쪽팔 부분
- 빼빼로 - 원정 유니폼 상의 오른쪽팔 부분
- 롯데백화점 - 헬멧 왼쪽 (좌타자는 오른쪽)
- 롯데리아 - 헬멧 오른쪽 (좌타자는 왼쪽)
- 유니세프[24]
- BNK부산은행 - 포수 프로텍터 가운데
- 넥슨 - 유니폼 오른쪽 가슴 부분
- 롯데정보통신 - 유니폼 하의 우측 허리 부분
- 꼬깔콘 - 모자 오른쪽
- 펩시
- 대한항공
  - 진에어
- S-OIL

## 같이 보기
- 신동빈
- 롯데그룹
- 부산광역시
- 울산광역시
- 거인
- KBO 리그
- KBO 퓨처스리그
- 엘롯라시코